# Masato Kudo
Masato Kudo (født 6. maj 1990, død 21. oktober 2022) var en japansk fodboldspiller.

## Japans fodboldlandshold
| Japans landshold | Japans landshold | Japans landshold |
| År               | Kmp              | Mål              |
| ---------------- | ---------------- | ---------------- |
| 2013             | 4                | 2                |
| Total            | 4                | 2                |